# Justinian-Säule
Die heute nicht mehr erhaltene Justinian-Säule war das wichtigste Säulenmonument auf dem spätantiken Augustaion (Augusteum) in Konstantinopel. Sie trug ein Reiterstandbild des Kaisers Justinian (527 bis 565). Ihre Errichtung gehört höchstwahrscheinlich in einen Zusammenhang mit dem römischen Sieg über die Sassaniden in der Schlacht bei Dara (530).
In der Folge der osmanischen Eroberung Konstantinopels im Jahre 1453 wurde das Monument zu Beginn des 16. Jahrhunderts zerstört und die Statue später eingeschmolzen.

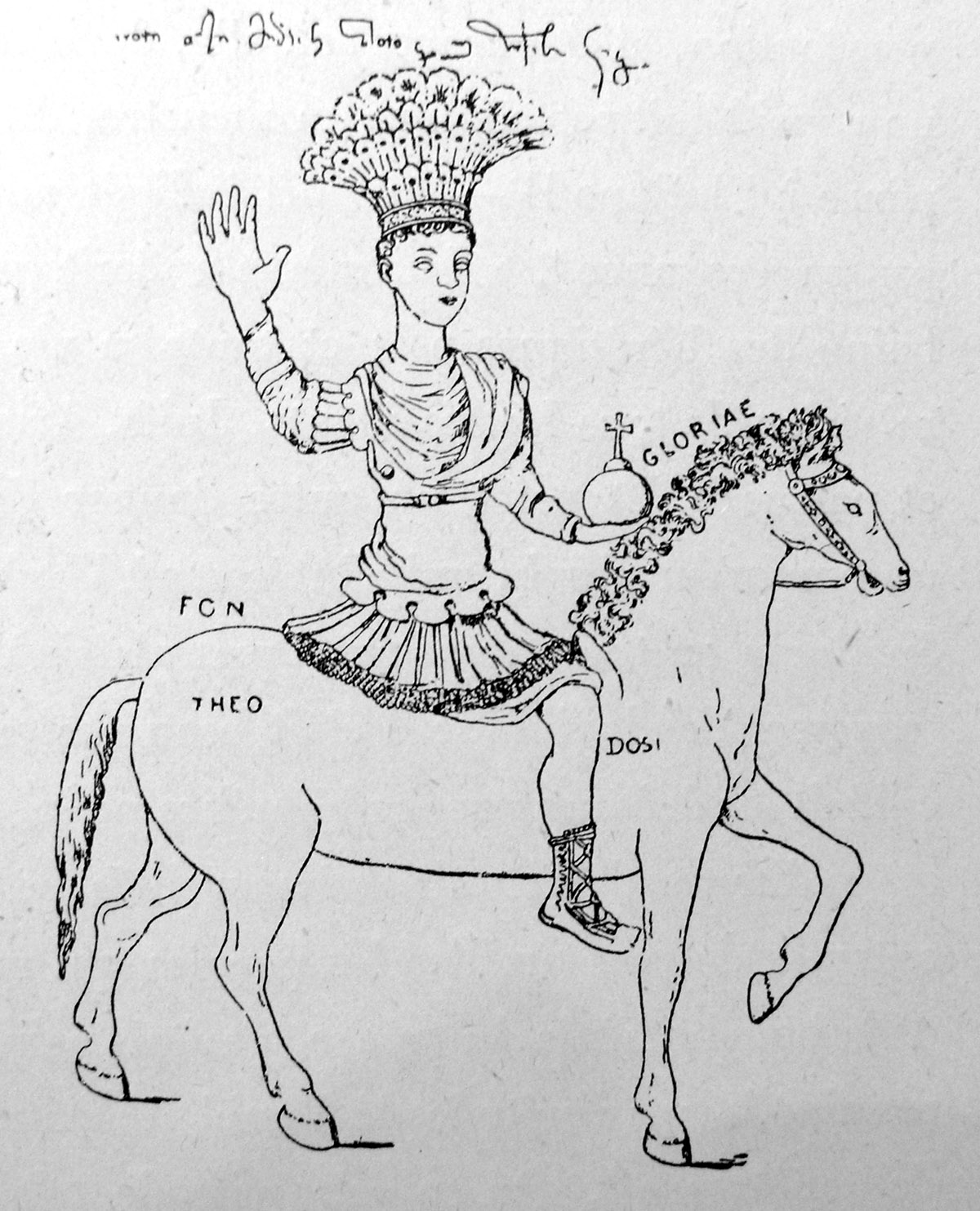
Spätmittelalterliche Zeichnung der nicht mehr erhaltenen Reiterstatue Justinians (Zeichnung, verwahrt in der Universitätsbibliothek Budapest (Ms. 35, fol. 144 v))

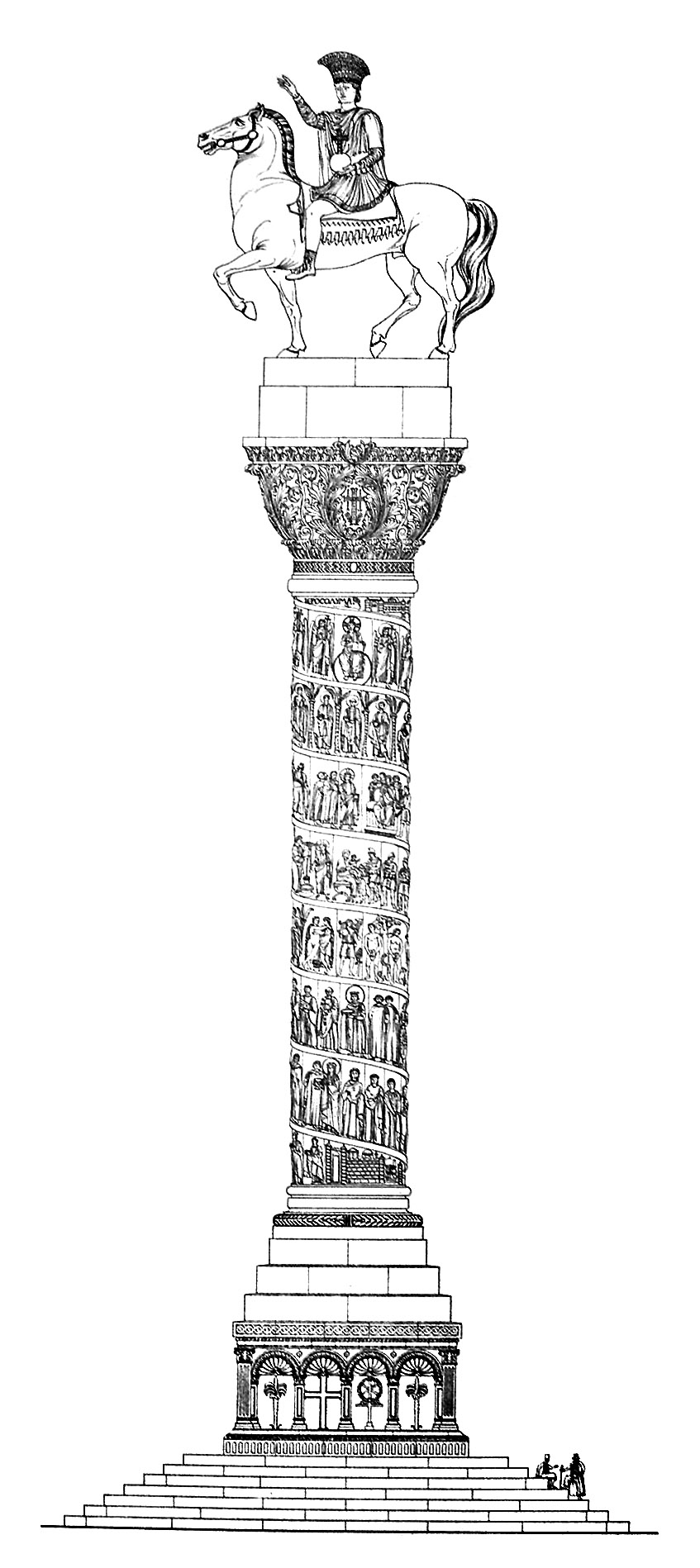
Hypothetische Rekonstruktion der Säule durch Cornelius Gurlitt

## Rekonstruktion der Säule

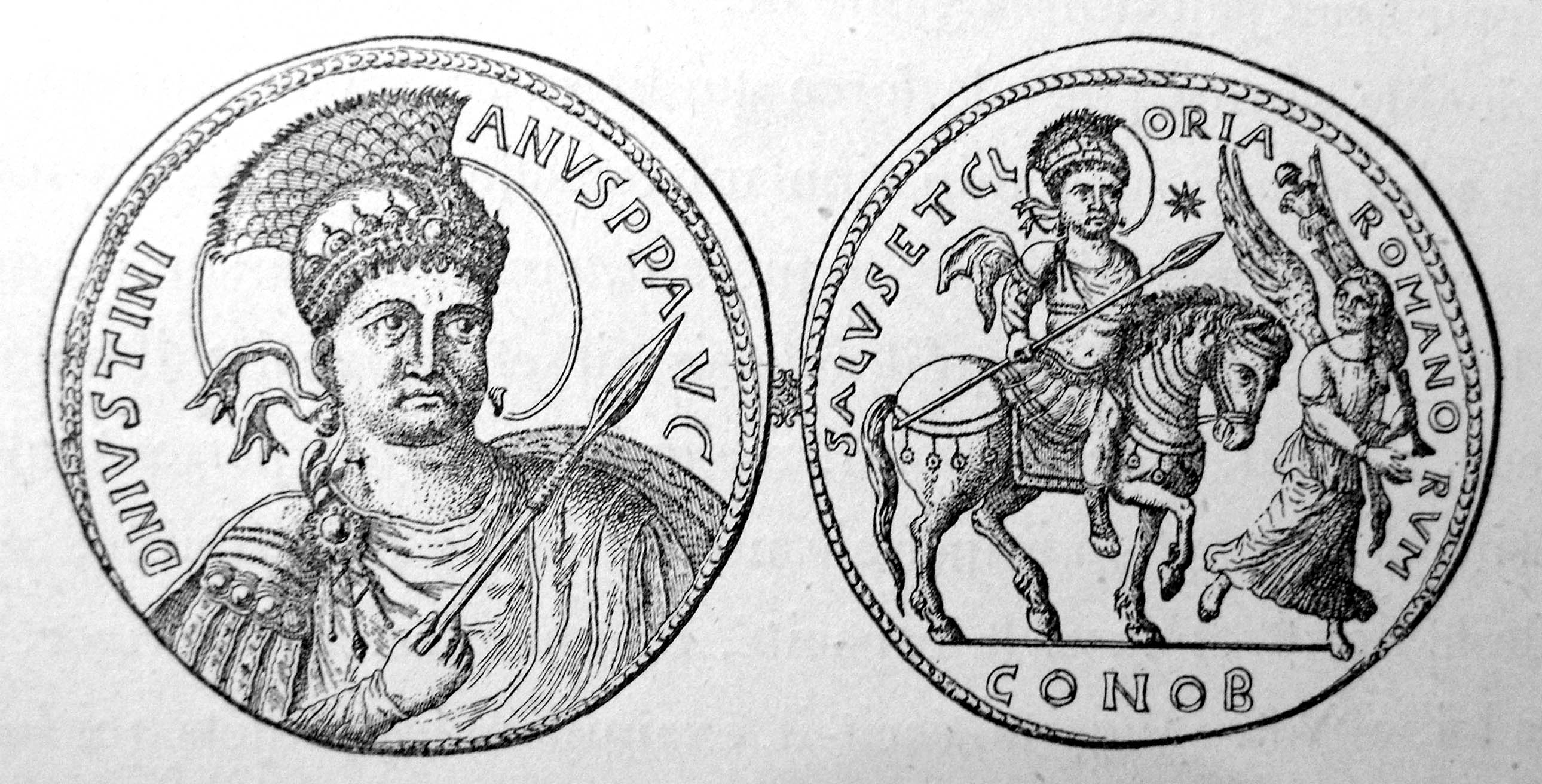
Goldmedaillon Justinians im Wert von 36 solidi, das „das Heil und den Ruhm der Römer“ (salus et gloria Romanorum) feiert. Auf der Rückseite sieht man den Kaiser zu Pferd (Umzeichnung).